# Bàn Canh
Bàn Canh (chữ Hán: 盘庚, trị vì: 1401 TCN – 1374 TCN, tên thật Tử Tuần (子旬), là vua thứ 19 nhà Thương trong lịch sử Trung Quốc.
Hạ Thương Chu đoạn đại công trình - dự án nghiên cứu của các sử gia hiện đại Trung Quốc - xác định thời điểm bắt đầu trị vì của ông là khoảng năm 1300 TCN, muộn hơn số liệu đã dẫn khoảng 100 năm.

## Thân thế
Bàn Canh là con thứ của Tổ Đinh (祖丁) - vua thứ 16 nhà Thương và là em của Dương Giáp (阳甲) - vua thứ 18 nhà Thương. Khoảng năm 1402 TCN, Dương Giáp qua đời, Bàn Canh lên nối ngôi và trong năm thứ 7 sau khi lên ngôi, chư hầu ở Ứng Hầu (应侯) đến kinh đô là Yểm (奄) để tỏ lòng tôn kính với ông.

## Trị vì
Nhà Thương đang đóng đô ở Hà Bắc, Bàn Canh đã thực hiện thiên đô nhiều lần để chọn nơi đất tốt, tránh lũ lụt ảnh hưởng đến đời sống. Do phải di chuyển nhiều lần, nhân dân tỏ ý oán thán. Bàn Canh triệu tập các chư hầu đến nêu rõ lý do của việc thiên đô, vì muốn noi theo sự nghiệp của Thành Thang.
Sau 5 lần di chuyển, vào năm thứ 14 sau khi lên ngôi, ông dời qua sông Hoàng Hà đến Bắc Mông (北蒙) và đổi tên thành Ân Khư (殷墟). Từ khi chuyển đến nơi đây, tình hình dân cư dần dần ổn định, nhà Ân lại cường thịnh, được các chư hầu thần phục như đời Thành Thang. Do việc dời đô này mà nhà Thương còn được gọi là nhà Ân.
Trong những năm 15, ông xem xét lại quân đội của ông tại thủ đô mới và trong năm 19, ông chỉ định Mân Hầu (邠侯) đến Á Ngữ (亚圉).
Khoảng năm 1374 TCN, ông qua đời, ở ngôi tất cả 28 năm theo cả Sử ký Tư Mã Thiên và Trúc thư kỉ niên. Em ông là Tiểu Tân (小辛) lên nối ngôi .
Giáp cốt văn khai quật tại Ân Khư ghi ông là vua thứ 18 của nhà Thương .
Trong Kinh Thư có tồn tại một chương mang tên "Bàn Canh", mà theo truyền thống là do vị vua này phát biểu, tuy nhiên, ngôn ngữ trong đó lại khác với thời Bàn Canh nên có khả năng đây không phải là một sản phẩm từ thời đại của ông .

## Ảnh hưởng
Ví dụ của Bàn Canh được ghi nhớ bởi Vương An Thạch trong phản ứng của ông đối với thư buộc tội của Tư Mã Quang.